# Конец света (фильм, 2005)
«Коне́ц све́та» (англ. End Day) — британский научно-популярный фильм-катастрофа, созданный BBC в 2005 году, в котором моделируются некоторые варианты глобальных катастроф.

## Сюжет
Фильм разбит на несколько сюжетов, повествующих о разных вариантах развития событий глобальной катастрофы. Каждый сюжет показывает один и тот же день из жизни доктора Хауэлла — специалиста центра TBM, координирующего проведение опытов по столкновению частиц на синхрофазотроне. Этот день доктора Хауэлла начинается с пробуждения в гостиничном номере в Лондоне; в это время телевизор показывает завершающие титры фильма, а затем ведущая новостей сообщает о волнениях, устроенных протестующими против запуска ускорителя TBM, которые опасаются непредвиденных последствий опытов по столкновению частиц. Доктор Хауэлл отправляется в аэропорт, чтобы самолётом попасть в Нью-Йорк, неподалёку от которого расположен ускоритель TBM. По пути ведущие новостей передают сообщения о разворачивающемся бедствии, каждый раз разном.
Все эпизоды, кроме последнего, завершаются комментариями диктора, который объясняет, что всё только что показанное — лишь вариант развития катастрофы, после чего идут завершающие титры. Всё увиденное оказывается телепередачей, показанной по телевизору в номере доктора Хауэлла, под которую он просыпается и день начинается снова с новым развитием катастрофы.

### Мегацунами
Извержение вулкана на острове Пальма привело к разрушению острова, в результате которого часть острова откололась и, упав в море, вызвала волну цунами необычайного размера. Волна проходит через Атлантический океан и наносит удар по восточному побережью США, в том числе по крупным городам — таким как Нью-Йорк, Майами, Бостон. Количество жертв исчисляется тысячами, но большая часть зданий в американских городах остаётся на месте. Часть населения успевает эвакуироваться и направиться на запад США. Хауэллу не удаётся сесть в самолёт.

### Астероид
После странных взрывов на Среднем Востоке учёные приходят к выводу, что к земле приближается громадный астероид, а взрывы — лишь последствия удара его осколков, вошедших в земную атмосферу ранее. Определена точка падения астероида — окрестности Берлина. Начата срочная эвакуация, а в приближающийся астероид запущены ядерные ракеты. Однако вместо того, чтобы быть уничтоженным ракетным обстрелом, астероид раскалывается на куски, идущие прежним курсом. В результате удара астероида Берлин оказывается почти полностью сметён с лица земли, а число жертв идёт на миллионы. Хауэлл садится в самолёт, но рейс отменяют.

### Пандемия
На приземлившемся в аэропорту Лондона самолёте обнаружен мёртвый пассажир. Причина смерти — заражение опаснейшим вирусом, от которого на Дальнем Востоке уже погибли сотни тысяч людей. Вирус распространяется крайне быстро, вскоре число жертв среди жителей Лондона исчисляется тысячами, а в мире — сотнями тысяч. Лондон оцеплен и закрыт на карантин, но там остаются мародёры, пытающиеся хотя бы как-нибудь выбраться за пределы города. Все прибывающие в США из Великобритании самолёты изолированы — одним из них является тот, на котором летел Хауэлл.

### Супервулкан
В Йеллоустонском национальном парке активизируется супервулкан, проявляя первые признаки активности землетрясениями. Вулканическая активность быстро возрастает в этом районе. Семья туристов, посетивших Йеллоустон, погибает после взрыва земли вокруг гейзера, а их машина сваливается с холма прямо перед началом извержения супервулкана. Водитель, спасающийся от пирокластического потока, погибает после того, как проехал по неправильному пути шоссе и врезался в борт 18-колёсной фуры. Вулканический пепел, выбрасываемый высоко в атмосферу, вызывает хаос, нарушив авиасообщение Америки и Европы и, по прогнозам, приведёт к периоду глобального похолодания на планете. В финальной сцене выжившие выходят из-под руин Денвера, город оказался выжжен лавой, пирокластическими потоками и окутан облаками пепла.
Этот эпизод транслировался только в Великобритании. Докудрама BBC «Супервулкан» более подробно исследовала этот сценарий.

### Страпельки
В последнем эпизоде доктор Хауэлл благополучно добирается до ускорителя. Толпа протестующих призывает остановить эксперимент, опасаясь появления чёрных дыр. Высказано предположение, что в результате эксперимента могут образоваться так называемые страпельки (англ. strangelet), которые смогут поглотить всю материю вокруг. Несмотря на это, доктор Хауэлл начинает запуск ускорителя, и через некоторое время происходит взрыв и образование чёрной дыры, постепенно затягивающей центр TBM, затем Нью-Йорк и весь мир. В самом последнем эпизоде рядом с чёрной дырой сталкиваются два пассажирских самолёта.
Этот эпизод основан на истории проекта «Большой адронный коллайдер», запуск которого на то время был намечен на 10 сентября 2008 года.
Последний сюжет завершает фильм комментарием специалиста о том, что катастрофа при запуске ускорителя крайне маловероятна, и эта тема лишь используется журналистами для повышения рейтингов. Меж тем иные варианты катастроф, показанные в фильме, куда более возможны в реальности: учёные повторяют одну и ту же фразу «Вопрос не в том, случится это или нет, а в том, когда это случится».

## В ролях

### Камео
- Билл Макгуайр — профессор центра исследования эпидемий Бенфилд-Грэг
- Эйч Джей Мелош — профессор планетарной лаборатории университета Аризоны
- Джон Оксфорд — профессор Лондонского университета
- Фрэнк Клоуз — профессор Оксфордского университета
- Брайан Кокс — профессор Манчестерского университета

### Другие
- Гленн Конрой — доктор Роберт Хауэлл
- Роберт Эндрюс — жертва рейса UK 009
- Крэйг Курт — учёный из центра TBM
- Алан Эдвардс — эвакуирующийся из Берлина
- Ивонн Эдвардс — эвакуирующаяся из Берлина
- Зои Эллиотт — женщина в заражённом Лондоне
- Стивен Гомес — служащий Береговой охраны США
- Дэвид Райли — радиоведущий
- Алан Тейлор — пилот самолёта

## Восприятие
Британский телекритик Нэнси Бэнкс-Смит в своей рецензии отметила, что изначально скептически отнеслась к проекту, но тот её смог приятно удивить: «„Конец света“ (BBC Three) оказался на удивление захватывающим. Он пролетел просто молниеносно. Чувствуешь, что конец света, каким бы удручающим он ни был, не будет скучным». Автор издания Collider Ольга Артемьева в статье, посвящённой творчеству режиссёра, писала: «Первой крупной и весьма показательной работой Эдвардса стал фильм „Конец света“ — документальная драма 2005 года, предлагавшая зрителям пять разных, но все весьма правдоподобных сценариев апокалипсиса. Фильм был снят BBC, имел очень скромный бюджет и длился всего 48 минут, но это не помешало ему произвести сильное впечатление: все версии конца света в нём реалистичны и в основном основаны на реальных фактах, что делает впечатление от фильма намного сильнее любых спецэффектов». По мнению профессора Патрика Д. Мёрфи (Университет Темпл), это один из наиболее интересных фильмов на данную тему.